# Yalla (groupe)
Pour les articles homonymes, voir Yalla.
Yalla (en russe: Я́лла) est un groupe de musique folk originaire d'Ouzbékistan. Fondé en 1970, il connaît un grand succès dans toute l'Union soviétique et dans les pays du pacte de Varsovie. Interprétant des chansons en ouzbek, russe, mais aussi occasionnellement en anglais, arabe, allemand ou tatar, le groupe fut parfois qualifié de « Beatles soviétiques ».
Mêlant guitare électrique, synthétiseur et batterie aux instruments traditionnels russes (balalaïka) ou ouzbeks (rebab, dombra, kobyz), le groupe produit de nombreuses chansons aux influences folk, pop ou rock au cours des décennies 1970 et 1980. Toujours conduit par son leader Farukh Zakirov, il se produit occasionnellement sur les plateaux des télévisions russes ou ex-soviétiques.
Parmi les titres les plus connus du groupe figurent notamment « Uchquduk — Tri Kolodtsa » (У́чкудук, три коло́дца, 1981) ou « Chakhrisabz » (du nom de la ville éponyme) qui comptèrent parmi les grands « hits » soviétiques du début des années 1980.

## Discographie
- 1976 - Kim ouzi
- 1978 - Zvesda vostoka
- 1979 - Kto on ?
- 1980 - Eto Lioubov
- 1982 - Tri Kolodtsa (Три коло́дца)
- 1983 - Litso vozlioublennoï moeï
- 1988 - Mouzikalnaïa Tchaïkhana
- 1997 - Sbornik loutchikh pesen (en anglais)
- 1999 - Vostotchni Bazar
- 2000 - Jinouni
- 2000 - Boroda Berliouda
- 2002 - Yalla, Izbrannoïe
- 2003 - Yalla, Grand collection